# Lanny Barbie
Pour les articles homonymes, voir Barbie.
Lanny Barbie, née le 29 août 1981 à Montréal (Québec), est une actrice pornographique canadienne.

## Biographie
Lanny Barbie est tout d'abord remarquée pour ses prestations dans le monde de la nuit (stripteases, apparitions en boîte de nuit…) à ses 18 ans, ce qui l'amène à commencer sa carrière dans le monde du X en 2001 après avoir rencontré plusieurs compagnies.
Elle pose pour Suze Randall et est désignée Penthouse Pet of the Month du mois de juin 2003. 
Elle a honoré les couvertures et l'intérieur du Club (en), Penthouse et Hustler.
En avril 2005, elle signe un contrat pluriannuel d'exclusivité avec le studio Vivid et devient ainsi une Vivid Girl, la première originaire de Montréal.
Elle a souvent travaillé avec sa demi-sœur Kimberly Franklin.
En 2009, Lanny Barbie met fin à sa carrière dans le milieu du porno et décide de retourner vivre au Canada.
Elle a également participé à des campagnes publicitaires et des clips musicaux et est aussi apparue régulièrement dans une série télévisée canadienne.

## Récompenses et nominations
- 2006 F.A.M.E. Awards (finaliste nommée) – Hottest Body
- 2006 FAME Award (finaliste nommée) – Favorite Anal Starlet
- 2007 AVN Award (nommée) – Best All-Girl Sex Scene, Video – Virtual Vivid Girl Sunny Leone avec Sunny Leone
- 2009 AVN Award nommée – Best All-Girl Group Sex Scene – Where the Boys Aren't 19